# Гвен Стефані
Ґвен Ренé Стефáні (англ. Gwen Renée Stefani; народ. 3 жовтня 1969, Анагайм, Каліфорнія, США) — американська співачка, авторка пісень, акторка, продюсерка та дизайнерка, солістка гурту No Doubt (1986–2004, 2009 — дотепер).

## Біографія

### Ранні роки
Народилася в Анагаймі неподалік від Лос-Анджелесу. Батько — Деніс Стефані — американець італійського походження, мати — Петті Флінн, мала ірландські та шотландські корені. У неї є сестра, Джилл, та два брати — Ерік і Тодд. Джилл з'явилась у кліпі No Doubt на пісню Just A Girl.
Стефані закінчила Університет штату Каліфорнія в Фулертоні та Вищу школу Лоара (випуск 1987 року), де була однією з членів команди з плавання. Першою роботою Стефані було миття підлог у фастфуді Dairy Queen. Також вона працювала в магазині.

### Приватне життя
З 14 вересня 2002 по 8 квітня 2016 року Ґвен Стефані була одружена з Гевіном Росдейлом, вокалістом та гітаристом британської рок-групи Bush. У шлюбі народила трьох синів — Кінгстон Джеймс Макгрегор (26 травня 2006), Зума Неста Рок (20 серпня 2008) та Аполло Боуі Флінн (28 лютого 2014).
Подружжя розійшлося влітку 2015 року через «невиправні розбіжності», за півроку — офіційно. Із листопада 2015 р. Ґвен Стефані зустрічається з кантрі-музикантом Блейком Шелтоном (англ. Blake Shelton).

## Кар'єра

### Початок кар'єри
No Doubt

Обкладинка альбому «Tragic Kingdom» гурту «No Doubt» (1995)

Ґвен Стефані з'явилася в No Doubt, тоді ска-групи, в 1986 р. — безпосередньо в рік заснування колективу. Вона потрапила до гурту завдяки старшому братові, Еріку, одному із засновників колективу. Спочатку Стефані була лише спів-вокалісткою No Doubt, але після самогубства Джона Спенса, вокаліста групи, Стефані зайняла позицію лідерки. Успіх прийшов не відразу: перші два альбоми — No Doubt (1992) і The Beacon Street Collection (1995) не знайшли широкого інтересу у слухачів. Однак третій альбом Tragic Kingdom, багато в чому завдяки хітам Just a Girl і Don't Speak, написаним за безпосередньої участі Стефані, дозволив No Doubt зробити величезний ривок вперед.
У складі No Doubt Стефані взяла участь у записі наступних альбомів гурту — Return of Saturn і Rock Steady. Багато в чому завдяки харизмі Стефані No Doubt зуміла перетворитися на всесвітньо відому поп-групу.

### Love. Angel. Music. Baby.
Працювати окремо від гурту співачка почала в 2000 році, випустивши спільно з Мобі сингл South Side, а в 2002 — спільно з Ів сингл Let Me Blow Ya Mind, що навіть приніс їй «Греммі».
Дебютний сольний альбом Стефані, Love. Angel. Music. Baby., вийшов 22 листопада 2004 р. в Європі і Азії і 23 листопада 2004 р. — в Північній Америці. В цьому альбому Ґвен звернулася до музичних стилів 1980-х років. Під час запису альбому співачка співпрацювала з Ліндою Перрі, а також з Фарреллом Уїльямсом, Андре 3000 і багатьма іншими. Плід спільної роботи музикантів мав серйозний успіх: в перший тиждень в США було продано 310 000 копій альбому, що більше ніж обсяг продажів будь-якого альбому No Doubtу відповідний період. Загальні його продажі склали 7 мільйонів копій. Третій сингл з альбому Hollaback Girl став першим треком в історії, продажі якого в мережі інтернет досягли 1 мільйона завантажень. Альбом піднявся до 5 рядки хіт-параду Billboard Top 200 , став 5 в канадському чарті, четвертим — у британському і першим — у австралійському.
У 2008 році співачка видала свій другий студійний альбом The Sweet Escape. До нього увійшов трек The Sweet Escape, який був дуже позитивно сприйнятий слухачами. Загалом було продано понад 40 мільйонів альбомів співачки (включаючи альбоми записані з No Doubt). 2005 року здобула нагороду World Music Awards.
У музичному плані сольна робота Ґвен Стефані помітно відрізняється від робіт No Doubt. Для Love. Angel. Music. Baby. Характерне звучання поп-музики 1980-х. Багато критики відзначили подібність музичного матеріалу з ранніми роботами Мадонни, більше того, образ Стефані-блондинки явно нагадує «класичну» Мадонну.

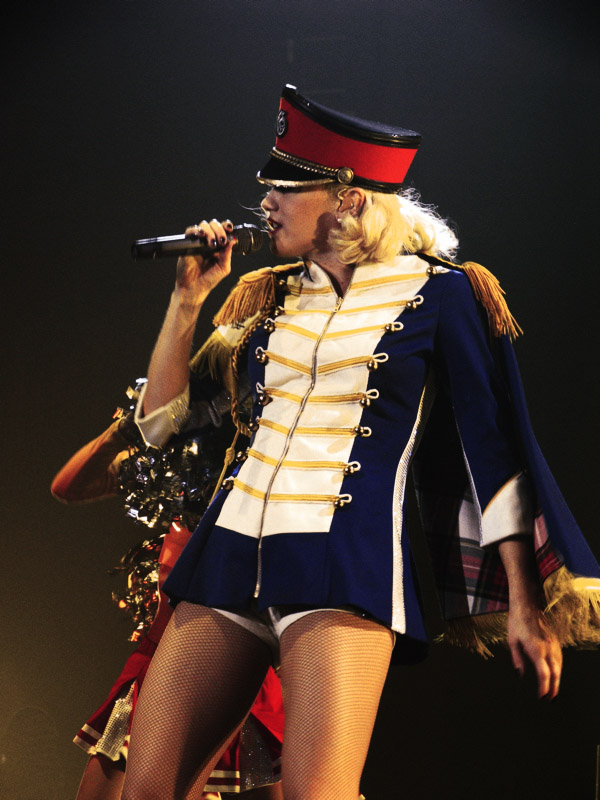
Стефані співає про Hollaback Girl. Листопад 2005 р.

З альбому Love. Angel. Music. Baby. Вийшло 6 синглів:What You Waiting For ?, Rich Girl, Hollaback Girl ,Cool, Luxurious і Crash. Найбільш комерційно успішним став третій,Hollaback Girl, який встановив своєрідний рекорд: пісня стала першою композицією, число завантажень якої в магазині iTunes перевищило мільйон разів, і самої часто завантажується композицією в магазині iTunes в 2005 рік у. За підсумками року журналBillboard визнав її самої продаваної композицією на американському ринку. Крім цього, ця пісня була представлена до отримання премії «Греммі» у двох номінаціях.
19 жовтня 2023 року Гвен Стефані здобула зірку на Алеї слави в Голівуді.

## Кінокар'єра

Ґвен Стефані у фільмі" Авіатор "

Ґвен Стефані знялася в декількох фільмах. Її найпомітніша робота в кіно — роль голлівудської актриси і секс-символу 1930-х років Джин Харлоу (1911—1937) в кінофільмі Мартіна Скорсезе «Авіатор» (2004). Партнерами Ґвен по знімальному майданчику були такі відомі актори як Леонардо ДіКапріо, Кейт Бекінсейл, Кейт Бланшетт і Алек Болдвін.

## Деякі факти
- Створила успішну марку одягу «LAMB», а також лінію молодіжного одягу Harajuku Lovers.
- Її прізвиська — Sunshine і G-loc.
- Розробила дизайн камери для Hewlett-Packard.
- Улюблені групи: Sublime , 311, Blur, Radiohead, Madness і Jamiroquai.
- Близька подруга Ширлі Менсон, солістка групи Garbage.
- За нормами вимови італійської мови наголос у прізвищі Стефані ставиться на другому складі.
- Ім'я Ганна співачка обрала сама в 14 років для конфірмації, і воно не є офіційним.

## Дискографія

### Студійні альбоми
| Рік  | Альбом                              | США | Велика Бр. | Канада | Австралійських. | Герм. | АТ | Китай | Нідерле. | ЄС | Світові продажі |
| ---- | ----------------------------------- | --- | ---------- | ------ | --------------- | ----- | -- | ----- | -------- | -- | --------------- |
| 2004 | « Love. Angel. Music. Baby .»       | 5   | 4          | 5      | 1               | 11    | 12 | 17    | 14       | 5  | 7000000         |
| 2006 | " The Sweet Escape "                | 3   | 14         | -      | 2               | 35    | -  | -     | -        | -  | 3000000         |
| 2016 | «This Is What the Truth Feels Like» | 1   | 14         | -      | 6               | -     |    |       |          |    |                 |

### Сингли
| Рік  | Назва                                             | Альбом                       | США | Велика Бр. | Канада | Австралійських. | Нім. | Австрія | Китай | Продажі в США    |
| ---- | ------------------------------------------------- | ---------------------------- | --- | ---------- | ------ | --------------- | ---- | ------- | ----- | ---------------- |
| 2004 | «What You Waiting For?»                           | "Love. Angel. Music. Baby. " | 47  | 4          | 4      | 1               | 22   | 7       | 17    | Золотий          |
| 2005 | «Rich Girl» (соместного з Ів)                     | "Love. Angel. Music. Baby. " | 7   | 4          | 4      | 2               | 14   | 10      | 5     | Двічі платиновий |
| 2005 | «Hollaback Girl»                                  | "Love. Angel. Music. Baby. " | 1   | 8          | 1      | 1               | 3    | 5       | 4     | Тричі платиновий |
| 2005 | «Cool»                                            | "Love. Angel. Music. Baby. " | 13  | 11         | 1      | 10              | 20   | 15      | 3     | Золотий          |
| 2005 | «Can I Have It Like That» (з Фарреллом Уїльямсом) | «In My Mind»                 | 48  | 3          | -      | 22              | 37   | -       | 67    | Срібний          |
| 2005 | «Luxurious»                                       | "Love. Angel. Music. Baby. " | 21  | 44         | 11     | 25              | 67   | 66      | 39    | Золотий          |
| 2006 | «Crash»                                           | "Love. Angel. Music. Baby. " | 49  | -          | 87     | -               | -    | -       | -     | +50.000          |
| 2006 | «Wind It Up»                                      | «The Sweet Escape»           | 6   | 3          | 18     | 5               | 21   | 18      | 14    | Золотий          |
| 2007 | «The Sweet Escape»                                | «The Sweet Escape»           | 3   | 2          | 3      | 2               | -    | -       | -     | Платиновий       |

## Історія нагород «Греммі»
| Рік  | Жанр                 | Робота                  | Категорія                          | Результат |
| ---- | -------------------- | ----------------------- | ---------------------------------- | --------- |
| 2002 | Реп                  | «Let Me Blow Ya Mind»   | Best Rap / Sung Collaboration      | Перемога  |
| 2005 | Євроденс Електро-рок | «What You Waiting For?» | Best Pop Female Vocal Performance  | Номінація |
| 2006 | Поп                  | «Hollaback Girl»        | Best Pop Female Vocal Performance  | Номінація |
| 2006 | Загальна             | «Hollaback Girl»        | Запис року                         | Номінація |
| 2006 | Поп                  | «Love.Angel.Music.Baby» | Найкращий поп-альбом               | Номінація |
| 2006 | Реп                  | «Rich Girl»             | Best Rap / Sung Collaboration      | Номінація |
| 2006 | Загальна             | «Love.Angel.Music.Baby» | Альбом року                        | Номінація |
| 2008 | Поп                  | «The Sweet Escape»      | Best Pop Collaboration with Vocals | Номінація |